# Renier Ier de Bourbonne
Renier Ier de Bourbonne (né vers 1130 - † entre 1203 et 1207) est seigneur de Bourbonne. Il est le fils de Foulques Ier de Choiseul, seigneur d'Aigremont, et d'une dame de Toul (fille de Renard III de Toul, comte de Toul).

## Biographie
À la mort de leur père Foulques de Choiseul, Renier hérite de la seigneurie de Bourbonne alors son frère aîné Renard hérite de celle de Choiseul. Toutefois certains actes semblent indiquer que les deux frères dirigent en commun ces deux seigneuries selon le régime de la frarêche.
En 1148, il confirme avec son frère Renard un don fait par leur oncle Renier d'Aigremont à l'abbaye de Morimond.
En 1157 ou 1158, à la mort de son frère Renard, il obtient la totalité de la châtellenie de Bourbonne, à l’exception du château en lui-même. Il aura toutefois un lien de vassalité envers son neveu Foulques II de Choiseul, qui sera héréditaire.

## Mariage et enfants
Avant 1150, il épouse Alix de Dramelay, dame de Fresnes, fille d'Humbert de Dramelay et sœur de l'archevêque de Besançon Amédée de Dramelay, dont il a six enfants :
- Frédéric de Bourbonne († après 1214), qui deviendra seigneur de Coublanc par mariage avec Guyette de Coublant.
- Foulques de Bourbonne († après 1163), cité dans une charte de 1163.
- Renard de Bourbonne († après 1182), cité dans une charte de 1163 et une autre de 1182.
- Renier II de Bourbonne († avant 1225), qui succède à son père comme seigneur de Bourbonne.
- Guillaume de Bourbonne († après 1182), cité dans une charte de 1182.
- Henri de Bourbonne († après 1207), cité dans une charte de 1207.